# Zicral
L'alliage d'aluminium 7075 est un alliage d'aluminium avec le zinc comme élément d'alliage principal. Il a une solidité comparable à de nombreux aciers, a une bonne résistance à la fatigue et à l'usinage courant, mais a moins de résistance à la corrosion que beaucoup d'autres alliages d'aluminium. Son coût relativement élevé limite son utilisation aux applications où des alliages moins chers ne sont pas adaptés.
Le zicral est un alliage comportant de l'aluminium et du zinc, notamment utilisé dans la fabrication de ski, dans les sports de voile (parapente, char à voile, deltaplane, etc.), dans le cyclisme (rayons des roues haut de gamme) et dans le matériel d'escalade (mousquetons, descendeurs…).
La composition de l'alliage d'aluminium 7075 compte environ 5,6 à 6,1 % de zinc, 2,1-2,5 % de magnésium, de 1,2 à 1,6 % de cuivre, et moins de 0,5 % de silicium, fer, manganèse, titane, chrome et autres métaux. Il est produit dans de nombreux recuits, dont certains sont 7075-0, 7075-T6, 7075-T651.

## Propriétés de base
L'aluminium 7075A a une masse volumique de 2,810 g/cm3.

## Noms commerciaux
Le 7075 a été vendu sous différents noms commerciaux, y compris Zicral, Ergal et Fortal Constructal.
Certains alliages de la série 7000 vendus sous des noms de marque pour la fabrication de moules comprennent Alumec 79, Alumec 89, Contal, Certal, Alumould, et Hokotol.

## Histoire
Le premier alliage 7075 a été développé en secret par une société japonaise, Sumitomo Metal, en 1936. Il a été utilisé pour le fuselage de l'avion de combat Mitsubishi A6M Zéro pour la Marine impériale japonaise à partir de 1940.

## Utilisations
Le 7075 T6 est le composant de base des fusils semi-automatiques M16 et sa version civile AR15 d'Armalite[réf. nécessaire].